# Seychelles en los Juegos Olímpicos de Barcelona 1992
Seychelles estuvo representada en los Juegos Olímpicos de Barcelona 1992 por once deportistas, diez hombres y una mujer, que compitieron en cuatro deportes.
El equipo olímpico seychellense no obtuvo ninguna medalla en estos Juegos.